# Fright Night (Amiga)
Fright Night is een horror avonturenspel uit 1988. Het computerspel is gebaseerd op de gelijknamige horrorfilm uit 1985 en bevat verschillende personages uit de film. Het werd toen uitgebracht voor de Commodore Amiga.

## Verhaal
Jerry Dandridge is een vampier die het liefst met rust gelaten wil worden. Echter, om zijn dorst naar bloed te vezadigen moet Dandridge op zoek naar slachtoffers waardoor hij de aandacht trekt van zijn buurman en diens vrienden. Nadat ze ontdekken dat Dandridge een vampier is, proberen ze hem te doden. Dandridge daarentegen probeert ze in hun hals te bijten.

## Gameplay
De speler bestuurt vampier Jerry Dandridge. Hij moet Dandridge elke dag leiden door zijn herenhuis. Vanaf het moment dat hij uit zijn doodskist in de kelder stap, moet de vampier door de verschillende ruimtes en verdiepingen van zijn huis worden geleid, waar hij slachtoffers moet bijten. De speler moet zorgen dat Dandridge niet wordt geraakt door ondoden en door spullen die de potentiële slachtoffers naar hem gooien. De vampier moet voor zonsopkomst weer terug naar zijn kist worden geleid.